# Delma tealei
Delma tealei — вид геконоподібних ящірок родини лусконогових (Pygopodidae). Ендемік Австралії. 

## Поширення і екологія
Delma tealei є ендеміками Північно-Західного півострова в Західній Австралії. Вони живуть на прибережних кам'янистих пагорбах, порослих спініфексом.

## Збереження
МСОП класифікує цей вид як такий, що перебуває під загрозою зникнення. Delma tealei загрожує знищення природного середовища.